# Hide from the Sun
Hide from the Sun ist das sechste Album der finnischen Rockband The Rasmus und erschien am 9. September 2005. Alle Songs wurden von den Bandmitgliedern selbst geschrieben und produziert wurde das Album von Micke Nord Andersson und Martin Hansen. Für den Song Dead Promises holten sich The Rasmus Unterstützung von der Band Apocalyptica.

## Titelliste
1. Shot (4:18)
2. Night After Night (Out of the Shadows) (3:44)
3. No Fear (4:07)
4. Lucifer’s Angel (4:01)
5. Last Generation (4:03)
6. Dead Promises (3:39)
7. Immortal (4:57)
8. Sail Away (3:49)
9. Keep Your Heart Broken (3:55)
10. Heart of Misery (3:27)
11. Don’t Let Go (4:41)

## Singleauskopplungen

### No Fear
Die erste Singleauskopplung war No Fear und ist am 29. August 2005 erschienen. Die 2-Track-Version enthält den Zusatzsong No Fear (Freelance Hellraiser Remix). Auf der Maxi-Single sind die Zusatzsongs Immortal und No Fear (Vrenna Remix). Außerdem befindet sich auf der Maxi-Single das Video zu No Fear. Sie ist in der ersten Woche von Platz 0 auf 13 in den deutschen Singlecharts eingestiegen.
In dem Video zu No Fear wird eine schlafwandelnde Frau gezeigt, die sich unbewusst in gefährliche Situationen begibt. Beispielsweise geht sie auf einer vielbefahrenen Straße und verursacht einen Unfall.

### Sail Away
Sail Away war die zweite Singleauskopplung des Albums und wurde am 28. Oktober 2005 veröffentlicht. Die 2-Track-Version enthält als Zusatzsong Sail Away (Bentown Mix Down). Auf der Maxi-Single sind die Zusatzsongs Sail Away (Acoustic Live), Sail Away (Benztown Chill Out Mix) und Lucifer's Angel. Außerdem befindet sich auf der Maxi-Single das Video zu Sail Away.
In dem Video zu Sail Away geht der Sänger Lauri an einem Strand entlang, an dem er mehrere gestrandete Personen sieht. Später kommt er zu einer Halle, in der der Rest der Band ist und ihre Instrumente spielt. Ein Sandsturm kommt auf und die Bandmitglieder verfallen zu Sand.

### Shot
Shot ist die dritte Singleauskopplung von Hide from the Sun. Sie ist am 21. April 2006 erschienen. Die Maxi-Single enthält die Liveversionen von Keep Your Heart Broken und Shot und die Akustikversion von Open My Eyes als Zusatz. Außerdem erhält man durch die CD Zugang zum Video von Shot und zu dessen "Making-of".
In dem Video zu Shot sind The Rasmus auf einem Planeten mit zwei Sonnen und spielen dort ihren Song, während im Hintergrund andere Planeten zu sehen sind und Kometen vorbeiziehen.

## Hide from the Sun – Limited Edition
Die Limited Edition des Albums enthält den Zusatztrack Dancer in the Dark (3:28). Das Lied erzählt die Geschichte des Films Dancer in the Dark aus dem Jahre 2000. Es verlängert das Album auf 48 min 30 s Die japanische Version des Albums enthält einen anderen Zusatztitel, der den Namen Trigger (2:47) trägt. Mit ihm beträgt die Länge des Albums 47 min 49 s Ebenso enthält die britische Limited Edition von Hide from the Sun den Bonussong Open My Eyes (3:49).

## Auszeichnungen für Musikverkäufe
| Land/Region     | Auszeichnungen für Musikverkäufe (Land/Region, Auszeichnung, Verkäufe) | Verkäufe |
| --------------- | ---------------------------------------------------------------------- | -------- |
| Finnland (IFPI) | Platin                                                                 | 34.254   |
| Insgesamt       | 1× Platin ·                                                            | 34.254   |